# Славська селищна рада
Славська селищна рада — орган місцевого самоврядування у Стрийському районі Львівської області. Адміністративний центр — селище міського типу Славське.

## Загальні відомості
Славська селищна рада утворена в 1939 році. Територією ради протікають річки Опір, Славка.

## Населені пункти
Селищній раді підпорядковані 1 смт (Славське) і 15 сіл:
- Верхня Рожанка
- Волосянка
- Головецько
- Грабовець
- Кальне
- Лавочне
- Либохора
- Нижня Рожанка
- Опорець
- Пшонець
- Тернавка
- Тухля
- Хащованя
- Хітар
- Ялинкувате

## Склад ради
Рада складається з 20 депутатів та голови.

### Керівний склад попередніх скликань
| ПІБ                      | Основні відомості                                                            | Дата обрання | Дата звільнення |
| ------------------------ | ---------------------------------------------------------------------------- | ------------ | --------------- |
| Хрипта Михайло Іванович  | Селищний голова, 1964 року народження, безпартійний                          | 26.03.2006   | 25.10.2006      |
| Кінаш Михайло Степанович | Селищний голова, 1967 року народження, освіта середня загальна, безпартійний | 04.03.2007   | 31.10.2010      |
| Кінаш Михайло Степанович | Селищний голова, 1967 року народження, освіта середня загальна, безпартійний | 31.10.2010   |                 |

Примітка: таблиця складена за даними джерела